# Частная жизнь Пиппы Ли
«Частная жизнь Пиппы Ли» (англ. The Private Lives of Pippa Lee) — американский драматический фильм сценариста и режиссёра Ребекки Миллер, основанный на её собственном романе. Робин Райт выступает с ведущей ролью. Слоган фильма: «Никогда не поздно начать всё сначала» (англ. The life you love may be your own.)

## Сюжет
Пиппа Ли (Робин Райт) — прекрасная мать, весёлая, радушная хозяйка и преданная жена. Так могло быть всегда и всем это нравилось. Если бы только не одно обстоятельство — переезд в Коннектикут. На новом месте её пожилой муж-издатель упивается переживаниями из-за своих преклонных лет, а Пиппа оказывается предоставлена сама себе. В памяти героини всплывают события её бурного прошлого, когда у неё были беспорядочные половые связи и она активно увлекалась выпивкой. Также Пиппа вспоминает детство с истеричной и эгоистичной матерью, бегство из дома к тете-лесбиянке и драматичное знакомство с будущим мужем. Не в силах сдерживать себя, Пиппа снова начинает курить, а ещё страдает от странных приступов лунатизма. Новизны происходящему добавляет симпатичный и гораздо более молодой сосед Пиппы, Крис (Киану Ривз), и эти события постепенно заставляют её переосмыслить свою жизнь.

## В ролях
- Робин Райт — (Пиппа Ли)[3]
- Киану Ривз — (Крис, сосед Пиппы)[3]
- Джулианна Мур — (Кэт, писательница-лесбиянка)[3]
- Алан Аркин — (Херб Ли, муж Пиппы)[3]
- Вайнона Райдер — (Сандра, подруга Пиппы)[3]
- Мария Белло — (Саки, мать Пиппы, показанная во флешбэке), Белло заменила Мэгги Джилленхол[4]
- Моника Беллуччи — (Джиджи, предыдущая жена Херба)[3]
- Блейк Лайвли — (подросток Пиппа, показанная во флешбэке)[5]

## Производство и премьера
Съёмки проходили в Коннектикуте. Фильм был выпущен в феврале 2009 года на Берлинском кинофестивале, где был показан на пяти экранах. Промотрейлер и официальный постер увидели свет вскоре после этого. В общей сложности более 20 государств обзавелись правами на распространение этой картины. Icon приобрели права для Великобритании, Австралии и Новой Зеландии, Tri Pictures для Испании, CDI в Италии, CP Digital в России, Playarte в Бразилии, RCV в странах Бенилюкса, Ablo для Восточной Европы, Forum в Израиле и Maple в Канаде.
Премьера фильма в США прошла 11 октября 2009 года, в России — 15 октября 2009 года.